# Championnat de France de basket-ball en fauteuil roulant 2019-2020
Navigation
Saison 2018-2019 Saison 2020-2021
Le championnat de France de basket-ball en fauteuil roulant de Nationale A 2019-2020 est la 52e édition de cette compétition. Hyères en est le tenant du titre.
Doivent participer à cette édition les dix premières équipes de Nationale A 2018-2019 après la saison régulière, le vainqueur du barrage Nat.A/Nat.B, ainsi que le champion de France de Nationale B 2018-2019. 
À l'issue de la saison régulière, les quatre premières équipes au classement sont qualifiées pour le final four. Le vainqueur est désigné « Champion de France de Nationale A ». L'équipe classée douzième est reléguée en Nationale B, tandis que celles terminant entre les neuvième et onzième places disputent un tournoi de barrage contre le vainqueur du final four de Nationale B pour se maintenir en NA l'année suivante.
Le Lyon Métropole Basket Fauteuil déclare forfait général peu avant le début de la saison, laissant la Nationale A à 11 équipes.

## Clubs engagés pour la saison 2019-2020
| \| Lannion St-Avold Meaux Hyères Le Cannet Bordeaux Toulouse Le Puy · en Velay Meylan Lille Gennevilliers \| Localisation des clubs engagés dans le championnat. |
| Lannion St-Avold Meaux Hyères Le Cannet Bordeaux Toulouse Le Puy · en Velay Meylan Lille Gennevilliers                                                           |

### Participants
Les quatre premiers à la fin de la saison régulière participent au final four afin d'attribuer le titre de champion de France.
| Club                                              | Classement 2018-2019 | Entraîneur           | Salle(s)                                        |
| ------------------------------------------------- | -------------------- | -------------------- | ----------------------------------------------- |
| Hornets Le Cannet                                 | 1                    | Daniel Paquet        | Salle Maillan, Le Cannet                        |
| Hyères Handi Club                                 | 2                    | Jérôme Mugnani       | Gymnase des Rougières, Hyères                   |
| Aigles du Puy-en-Velay                            | 3                    | Malik Abes           | Palais des Sports Roche Arnaud, Le Puy-en-Velay |
| Club handisport est-mosellan Saint-Avold          | 4                    | Michel Mensch        | COSEC, Saint-Avold                              |
| Toulouse Iron Club                                | 5                    | Jean-Louis Granzotto | Gymnase Compans-Caffarelli, Toulouse            |
| CS Meaux Basket Fauteuil                          | 6                    | Mario Fahrasmane     | Halle des Sports Christian Roussel, Meaux       |
| Communiquer et vivre son handicap à Gennevilliers | 7                    | Franck Belen         |                                                 |
| Lille Université Club HB                          | 8                    | Loïc Vanderdonckt    |                                                 |
| Club trégorrois handisport de Lannion             | 9                    |                      | Gymnase de l'IUT, Lannion                       |
| Lyon Métropole Basket Fauteuil                    | 10                   |                      | Halle des sports Lyon 3, Lyon                   |
| Léopards de Guyenne Bordeaux                      | 11 (barragiste)      |                      |                                                 |
| Meylan Grenoble Handibasket                       | Nationale B (1er)    |                      |                                                 |

## Saison régulière

### Tableau synthétique des résultats
| Résultats (dom.\ext.)                                              | CAN   | HYE   | PUY   | SAV   | TOU   | MEA   | GEN   | LIL   | LAN    | LYO | BOR   | MEY    |
| Le Cannet F                                                        |       | 68-84 | 77-70 | -     | 83-54 | 90-54 | 93-31 | 87-43 | 106-45 | -   | -     | 89-36  |
| Hyères T C                                                         | 92-84 |       | 61-71 | -     | 82-77 | -     | 74-27 | 77-41 | 100-30 | -   | -     | 84-42  |
| Le Puy-en-Velay                                                    | 77-73 | -     |       | 68-44 | 70-57 | 74-50 | -     | 95-35 | 89-56  | -   | -     | -      |
| Saint-Avold                                                        | 66-82 | 60-91 | 81-64 |       | 76-69 | -     | 75-29 | -     | -      | -   | 92-54 | 103-54 |
| Toulouse                                                           | -     | -     | -     | 61-54 |       | 70-68 | 20-0  | 75-63 | 88-71  | -   | -     | 84-42  |
| Meaux                                                              | 77-87 | 51-77 | -     | 64-74 | -     |       | -     | 91-57 | 90-44  | -   | 65-75 | 80-53  |
| Gennevilliers                                                      | 33-96 | -     | 30-67 | 47-84 | -     | 27-63 |       | 47-66 | -      | -   | 31-57 | 38-58  |
| Lille UC                                                           | -     | 66-80 | 40-78 | 67-73 | 79-72 | 65-75 | -     |       | -      | -   | 71-73 | 64-52  |
| Lannion                                                            | -     | -     | 50-84 | 62-70 | 51-76 | 51-75 | 72-50 | 65-75 |        | -   | 58-67 | -      |
| Lyon Métropole                                                     | -     | -     | -     | -     | -     | -     | -     | -     | -      |     | -     | -      |
| Bordeaux B                                                         | 50-77 | 79-87 | 48-64 | 69-77 | 73-85 | -     | -     | -     | 50-63  | -   |       | 80-47  |
| Meylan Grenoble P                                                  | -     | 44-96 | 29-92 | -     | -     | 71-74 | 63-47 | -     | 52-77  | -   | 48-51 |        |
| - Victoire à domicile - Victoire à l'extérieur - Match non disputé |       |       |       |       |       |       |       |       |        |     |       |        |

Note : L'équipe jouant à domicile est indiquée dans la colonne de gauche et l'équipe se déplaçant sur la première ligne.

### Classement de la saison régulière
| Rang | Équipe                           | Pts  | J  | G  | P  | Pp   | Pc   | Diff |
| ---- | -------------------------------- | ---- | -- | -- | -- | ---- | ---- | ---- |
| 1    | Aigles du Puy-en-Velay           | 26   | 14 | 12 | 2  | 1063 | 731  | 332  |
| 2    | Hyères HC T C                    | 25   | 13 | 12 | 1  | 1085 | 740  | 345  |
| 3    | Hornets Le Cannet F              | 25   | 14 | 11 | 3  | 1192 | 812  | 380  |
| 4    | CHEM Saint-Avold                 | 24   | 14 | 10 | 4  | 1029 | 881  | 148  |
| 5    | Toulouse IC                      | 21   | 13 | 8  | 5  | 886  | 816  | 70   |
| 6    | CS Meaux BF                      | 21   | 14 | 7  | 7  | 977  | 915  | 62   |
| 7    | LDG Bordeaux B                   | 19   | 13 | 6  | 7  | 826  | 865  | -39  |
| 8    | Lille UCHB                       | 18   | 14 | 4  | 10 | 834  | 1040 | -206 |
| 9    | CTH Lannion                      | 17   | 14 | 3  | 11 | 795  | 1072 | -277 |
| 10   | Meylan Grenoble HB P             | 16   | 14 | 2  | 12 | 693  | 1057 | -364 |
| 11   | CVH Gennevilliers                | 12-1 | 13 | 0  | 12 | 437  | 868  | -431 |
| 12   | Lyon Métropole BFForfait général | 0    | 0  | 0  | 0  | 0    | 0    |      |

| Légende :                                                         |
| - Qualification pour le final four                                |
| - Barrage de relégation NA/NB                                     |
| - Relégation en Nationale B                                       |
| T : Champion de France de Nationale A 2018-2019 (tenant du titre) |
| F : Finaliste 2018-2019                                           |
| B : Vainqueur des barrages Nat.A/Nat.B 2018-2019                  |
| P : Promus de Nationale B 2018-2019                               |
| C : Vainqueur de la Coupe de France 2019                          |
| 0                                                                 |

| Clubs \ Journées  | 1  | 2  | 3  | 4    | 5    | 6    | 7    | 8   | 9   | 10   | 11   | 12   | 13   | 14 | 15 | 16 | 17 | 18 | 19 | 20 | 21 | 22 | En P.O. | Barr. | Relég. |
| ----------------- | -- | -- | -- | ---- | ---- | ---- | ---- | --- | --- | ---- | ---- | ---- | ---- | -- | -- | -- | -- | -- | -- | -- | -- | -- | ------- | ----- | ------ |
| Le Cannet F       | 6  | 4  | 6  | 8-1  | 6-1  | 5-1  | 3-1  | 1   | 1   | 1    | 3    | 1    | 1    | 3  | 3  |    |    |    |    |    |    |    | 10      |       |        |
| Hyères T C        | 11 | 7  | 5  | 4    | 2    | 1    | 1    | 3-1 | 3-1 | 3-1  | 2    | 3    | 3    | 2  | 2  |    |    |    |    |    |    |    | 12      | 1     |        |
| Le Puy-en-Velay   | 4  | 2  | 1  | 2    | 5    | 3    | 2    | 2   | 2   | 2    | 1    | 2    | 2    | 1  | 1  |    |    |    |    |    |    |    | 14      |       |        |
| Saint-Avold       | 1  | 1  | 3  | 1    | 1    | 2    | 4    | 5   | 5-1 | 5-1  | 5-1  | 4    | 4    | 4  | 4  |    |    |    |    |    |    |    | 11      |       |        |
| Toulouse          | 3  | 3  | 2  | 5    | 3    | 4    | 5    | 4   | 4   | 4-1  | 4-1  | 5-1  | 5-1  | 5  | 5  |    |    |    |    |    |    |    | 9       |       |        |
| Meaux             | 5  | 6  | 4  | 3    | 4    | 6    | 8    | 6   | 7   | 7    | 7    | 7    | 7    | 6  | 6  |    |    |    |    |    |    |    | 3       |       |        |
| Gennevilliers     | 10 | 11 | 11 | 11-1 | 11-1 | 11-1 | 11-1 | 11  | 11  | 11-1 | 11-1 | 11-1 | 11-1 | 11 | 11 |    |    |    |    |    |    |    |         | 15    |        |
| Lille UC          | 8  | 8  | 9  | 10   | 7    | 8    | 9    | 7   | 8   | 9    | 8    | 8    | 8    | 8  | 8  |    |    |    |    |    |    |    |         | 4     |        |
| Lannion           | 2  | 5  | 8  | 7    | 9    | 7    | 6    | 8   | 9-1 | 8-1  | 9-1  | 9    | 9    | 9  | 9  |    |    |    |    |    |    |    | 1       | 7     |        |
| Lyon Métropole    | 12 | 12 | 12 | 12   | 12   | 12   | 12   | 12  | 12  | 12   | 12   | 12   | 12   | 12 | 12 | 12 | 12 | 12 | 12 | 12 | 12 | 12 |         |       | 22     |
| Bordeaux B        | 9  | 9  | 10 | 9    | 10   | 9    | 7    | 9-1 | 6-1 | 6-1  | 6    | 6    | 6    | 7  | 7  |    |    |    |    |    |    |    |         | 7     |        |
| Meylan Grenoble P | 7  | 10 | 7  | 6    | 8    | 10   | 10   | 10  | 10  | 10   | 10   | 10   | 10   | 10 | 10 |    |    |    |    |    |    |    |         | 11    |        |

| Légende :                      |
| - Leader du classement         |
| - Qualifiés pour le final four |
| - Barragistes                  |
| - Relégué en Nationale B       |
| 0                              |

-1 matchs en retard :
- La rencontre Le Cannet/Gennevilliers de la 4e journée a été reportée au 17 novembre, soit entre les 7e et 8e journées.
- La rencontre Bordeaux/Hyères de la 8e journée a été reportée au 10 décembre, soit entre les 10e et 11e journées.
- La rencontre Saint-Avold/Lannion de la 9e journée a été reportée au 21 décembre, soit entre les 11e et 12e journées.
- La rencontre Toulouse/Gennevilliers de la 10e journée a été reportée au , soit entre les e et e journées.

### Meilleurs marqueurs par journée
| Journée | Joueur                              | Équipe                                     | Points |
| ------- | ----------------------------------- | ------------------------------------------ | ------ |
| 1       | Nabil Guedoun (1/3)                 | Toulouse IC (1/3)                          | 38     |
| 2       | Omar Zidi (1/2)                     | AH Le Puy-en-Velay (1/2)                   | 32     |
| 3       | Nabil Guedoun (2/3) Omar Zidi (2/2) | Toulouse IC (2/3) AH Le Puy-en-Velay (2/2) | 37     |
| 4       | Nafiz Arnaut (1/3)                  | Lille UCHB (1/3)                           | 32     |
| 5       | Nabil Guedoun (3/3)                 | Toulouse IC (3/3)                          | 41     |
| 6       | Nicolas Jouanserre (1/3)            | Hyères HC (1/3)                            | 42     |
| 7       | Jontee Brown (1/2)                  | CS Meaux BF (1/2)                          | 36     |
| 8       | Nicolas Jouanserre (2/3)            | Hyères HC (2/3)                            | 32     |
| 9       | Nicolas Jouanserre (3/3)            | Hyères HC (3/3)                            | 35     |
| 10      | Nafiz Arnaut (2/3)                  | Lille UCHB (2/3)                           | 34     |
| 11      | Robin Poggenwisch (1/1)             | CHEM Saint-Avold (1/1)                     | 39     |
| 12      | Nafiz Arnaut (3/3)                  | Lille UCHB (3/3)                           | 38     |
| 13      | Alexis Ramonet (1/1)                | Hornets Le Cannet (1/1)                    | 33     |
| 14      | Jontee Brown (2/2)                  | CS Meaux BF (2/2)                          | 43     |

## Parcours des clubs français en Coupe d'Europe
| Club               | Ranking IWBF 2019 | Tour préliminaire              | Tour préliminaire                     | Phase finale                          | Phase finale                          | Ranking IWBF 2020 |
| ------------------ | ----------------- | ------------------------------ | ------------------------------------- | ------------------------------------- | ------------------------------------- | ----------------- |
| Hornets Le Cannet  | 11                | Ligue des Champions (groupe B) | 3e (2V - 2D)                          | Euroligue 1                           | Saison annulée - Pandémie de Covid-19 | -                 |
| CS Meaux BF        | 12                | Ligue des Champions (groupe C) | 5e (0V - 4D)                          | Élimination                           | Élimination                           | -                 |
| CTH Lannion        | 34                | Euroligue 2 (groupe A)         | Saison annulée - Pandémie de Covid-19 | Saison annulée - Pandémie de Covid-19 | Saison annulée - Pandémie de Covid-19 | -                 |
| Toulouse IC        | 37                | Euroligue 2 (groupe B)         | Saison annulée - Pandémie de Covid-19 | Saison annulée - Pandémie de Covid-19 | Saison annulée - Pandémie de Covid-19 | -                 |
| HSB Marseille      | 49                | Euroligue 3 (groupe B)         | Saison annulée - Pandémie de Covid-19 | Saison annulée - Pandémie de Covid-19 | Saison annulée - Pandémie de Covid-19 | -                 |
| Meylan Grenoble HB | 49                | Euroligue 3 (groupe A)         | Saison annulée - Pandémie de Covid-19 | Saison annulée - Pandémie de Covid-19 | Saison annulée - Pandémie de Covid-19 | -                 |
| CAP SAAA Paris     | 55                | Euroligue 3 (groupe A)         | Saison annulée - Pandémie de Covid-19 | Saison annulée - Pandémie de Covid-19 | Saison annulée - Pandémie de Covid-19 | -                 |
| AH Le Puy-en-Velay | 62                | Euroligue 3 (groupe B)         | Saison annulée - Pandémie de Covid-19 | Saison annulée - Pandémie de Covid-19 | Saison annulée - Pandémie de Covid-19 | -                 |
| CHEM Saint-Avold   | NC                | Euroligue 3 (groupe C)         | Saison annulée - Pandémie de Covid-19 | Saison annulée - Pandémie de Covid-19 | Saison annulée - Pandémie de Covid-19 | -                 |
| LDG Bordeaux       | NC                | Tournoi de qualification 2020  | Saison annulée - Pandémie de Covid-19 | Saison annulée - Pandémie de Covid-19 | Saison annulée - Pandémie de Covid-19 | -                 |
| Lille UCHB         | NC                | Tournoi de qualification 2020  | Saison annulée - Pandémie de Covid-19 | Saison annulée - Pandémie de Covid-19 | Saison annulée - Pandémie de Covid-19 | -                 |